# باولو جورج فييرا ألفيس
باولو جورج فييرا ألفيس(Paulo Jorge Vieira Alves) مولود في 5 مايو 1981 في مايا وبورتو،البرتغال وهو لاعب كرة قدم برتغالي سابق.

## روابط خارجية
- باولو جورج فييرا ألفيس على موقع الاتحاد الأوربي (الإنجليزية)
- باولو جورج فييرا ألفيس على موقع قاعدة بيانات كرة القدم.إي يو (الإنجليزية)
- باولو جورج فييرا ألفيس على موقع Soccerway.com (الإنجليزية)
- باولو جورج فييرا ألفيس على موقع AS.com (الإسبانية)